# Молька
Молька — село в Усть-Удинском районе Иркутской области. Входит в состав Молькинского муниципального образования.

## География
Село находится на берегу реки Ангара, на расстоянии 33 км к юго-востоку от посёлка Усть-Уда, административного центра района.

## Население
| 2002 | 2010 | 2011 | 2012 |
| ---- | ---- | ---- | ---- |
| 703  | ↘612 | ↘609 | ↘602 |